# 2000年シドニーオリンピックのポルトガル選手団
2000年シドニーオリンピックのポルトガル選手団（2000ねんシドニーオリンピックのポルトガルせんしゅだん）は、2000年9月15日から10月1日にかけてオーストラリアのニューサウスウェールズ州シドニーで開催された2000年シドニーオリンピックのポルトガル選手団、およびその競技結果。

## 概要
今大会は銅メダル2個、合計2個のメダルを獲得した。

## メダル
| メダル | 選手名                 | 競技 | 種目           |
| ------ | ---------------------- | ---- | -------------- |
| 銅     | フェルナンダ・リベイロ | 陸上 | 女子10000m     |
| 銅     | ヌーノ・デルガド       | 柔道 | 男子81kg以下級 |